# Alessandro Baricco
Alessandro Baricco (Torino, 1958. január 25. –) olasz író, rendező és előadóművész. Regényeit a világ számos nyelvére lefordították. Rómában él feleségével és fiával.

## Pályafutása
Filozófia és konzervatóriumi zongora tanulmányait követően zenekritikákat publikált az olasz La Repubblica és a La Stampa című napilapok számára, valamint kulturális televízió műsort is vezetett. Elsőként 'Castelli di rabbia' (Harag-várak) című regénye jelent meg 1991-ben, majd 1993-ban az Oceano mare (Tengeróceán). 
1993-ban társalapítója volt a torinói Holden kreatív író iskolának. Az iskola J.D. Salinger tiszteletére a Zabhegyező című regény főhőse, Holden Cauldfield után kapta a Scuola Holden nevet. 1994-ben írt Novecento című drámájából 1998-ban Giuseppe Tornatore készített filmet Az óceánjáró zongorista legendája címmel. 
1996-ban kiadott Selyem című kisregényével vált világhírűvé, melyet 27 nyelvre fordítottak le, 2007-ben azonos címmel film készült belőle.
A Lezione 21 című filmet, melynek írója és rendezője, 2008-ban mutatták be.

## Magyarul megjelent művei
- Selyem; ford. Székely Éva; Helikon, Bp., 1997 ISBN 9632084802 (Seta, 1996)
- Tengeróceán; ford. Székely Éva; Helikon, Bp., 1999 ISBN 9632085612 (Oceano mare, 1993)
- Novecento. Monológ; ford. Gács Éva; Helikon, Bp., 2003 ISBN 9632088174 (Novecento, 1994)
- Vértelenül. Regény; ford. Székely Éva; Helikon, Bp., 2003 ISBN 9632088204 (Senza sangue, 2002)
- Harag-várak; ford. Székely Éva; Helikon, Bp., 2004 ISBN 9632088808 (Castelli di rabbia, 1991)
- City. Regény; ford. Gács Éva; Helikon, Bp., 2006 ISBN 9632270177 (City, 1999)
- Történet. Regény; ford. Balkó Ágnes; Helikon, Bp., 2007 ISBN 9789632271088 (Questa storia, 2005)
- Mr. Gwyn; ford. Gács Éva; Helikon, Bp., 2012 ISBN 9789632273594 (Mr Gwyn, 2011)
- Don Giovanni; újrameséli Alessandro Baricco, ford. Gács Éva; Kolibri, Bp., 2013 (Meséld újra!)
- Háromszor hajnalban; ford. Gács Éva; Helikon, Bp., 2013 ISBN 9789632273723 (Tre volte all'alba, 2012)
- Emmaus; ford. Gács Éva; Libri, Bp., 2013 ISBN 9789633102725
- Az ifjú ara; ford. Nádor Zsófia; Helikon, Bp., 2015 ISBN 9789632276953 (La Sposa giovane, 2015)
- Barbárok; ford. Gács Éva; Helikon, Bp., 2019 ISBN 9789634792055 (I barbari, 2006)
- A játék; ford. Wiesenmayer Teodóra; Helikon, Bp., 2022 ISBN 9789634796237 (The Game, 2018)